# تلسونبورگ
تلسونبورگ (به انگلیسی: Tillsonburg) یک منطقهٔ مسکونی در کانادا است که در شهرستان آکسفورد، انتاریو واقع شده‌است. تلسونبورگ ۱۵٬۸۷۲ نفر جمعیت دارد و ۲۷۰ متر بالاتر از سطح دریا واقع شده‌است.